# Slag bij Vaught's Hill
De Slag bij Vaught's Hill vond plaats op 20 maart 1863 in Rutherford County Tennessee tijdens de Amerikaanse Burgeroorlog. Deze slag is ook bekend als de Slag bij Milton.
Tijdens de relatieve rust na de Slag bij Stones River stuurden de Noordelijken verschillende versterkte verkenningstochten uit. Op 18 maart vertrok kolonel Albert S. Hall vanuit Murfreesboro met een brigade. In noordoostelijke richting botste Hall op de Zuidelijke cavelerie onder leiding van brigadegeneraal John Hunt Morgan. Hall moest zich terugtrekken en nam stellingen in ten oosten van Miton. In de ochtend van 20 maart haalde Morgans cavalerie de Noordelijken in bij Vaught's Hill. Morgan liet zijn soldaten afstijgen en viel de beide vijandelijke flanken aan. Hall kon alle Zuidelijke aanvallen weerstaan. Deze duurden voort tot 14.00u. Tot 16.30u bombardeerde Morgan de Noordelijke stellingen. Hij trok zich terug toen hij de boodschap ontving dat er Noordelijke versterkingen in de buurt waren.

## Bron
- National Park Service - Vaught's Hill